# Рюн
Рюн (нім. Rühn) — громада в Німеччині, розташована в землі Мекленбург-Передня Померанія. Входить до складу району Росток. Складова частина об'єднання громад Бютцов-Ланд.
Площа — 14,41 км2. Населення становить 631 ос. (станом на 31 грудня 2020).

## Галерея

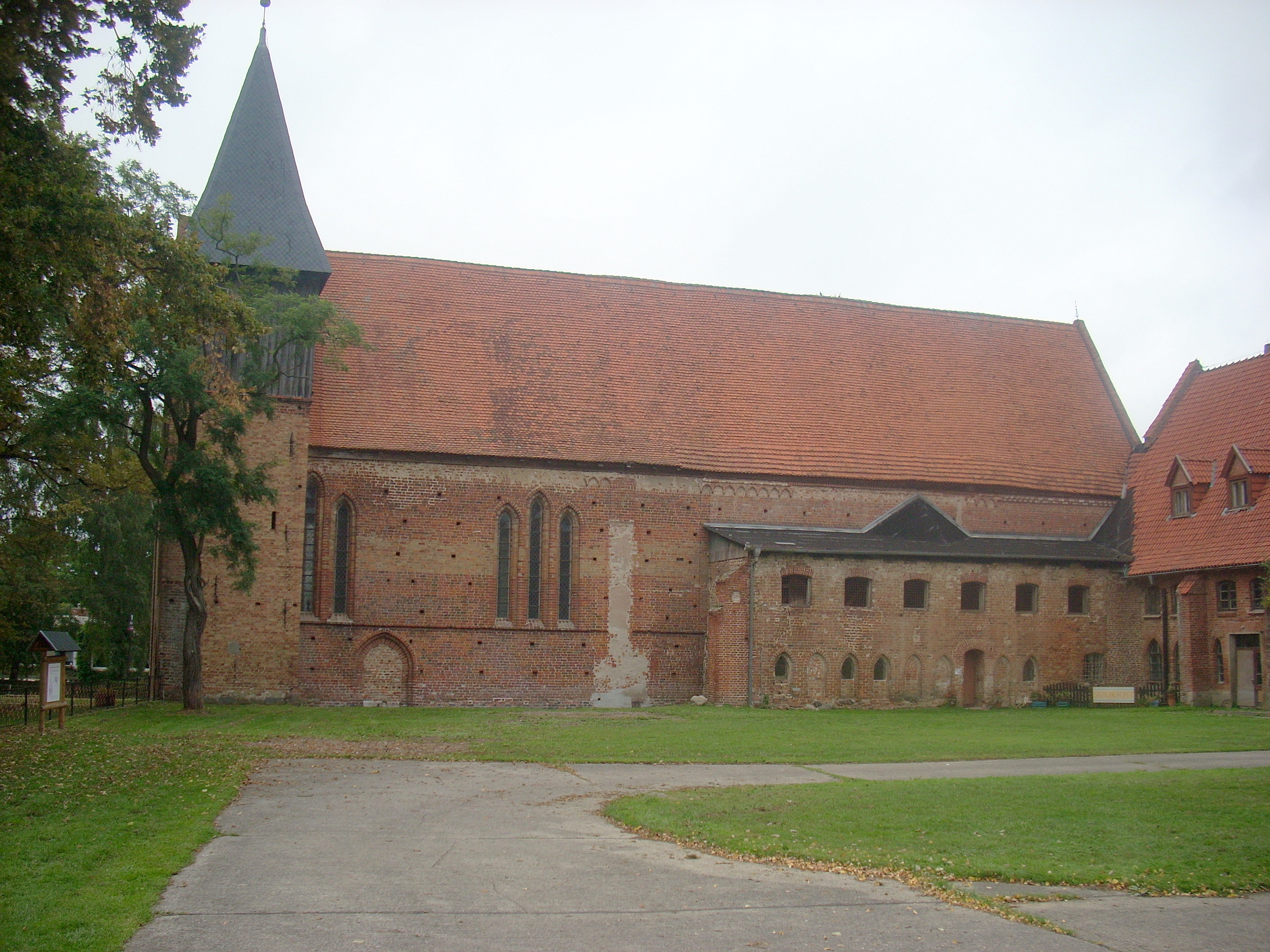